# П'єве-ді-Боно-Преццо
П'єве-ді-Боно-Преццо (італ. Pieve di Bono-Prezzo) — муніципалітет в Італії, у регіоні Трентіно-Альто-Адідже,  провінція Тренто. Муніципалітет утворено 1 січня 2016 року шляхом об'єднання муніципалітетів П'єве-ді-Боно та Преццо.
П'єве-ді-Боно-Преццо розташовані на відстані близько 480 км на північ від Рима, 40 км на захід від Тренто.
Населення — 1465 осіб (2015).
Щорічний фестиваль відбувається жовтня. Покровитель — Santa Giustina.

## Демографія
Населення за роками:

## Сусідні муніципалітети
- Берсоне
- Беццекка
- Кастель-Кондіно
- Борго-Кєзе
- Кончеї
- Селла-Джудікаріє
- Празо
- Тіарно-ді-Сотто
- Тіоне-ді-Тренто